# Меловатское сельское поселение (Волгоградская область)
Меловатское се́льское поселе́ние  — муниципальное образование в составе Жирновского района Волгоградской области России. Административный центр — село Меловатка.

## История
Меловатское сельское поселение образовано 21 февраля 2005 года в соответствии с Законом Волгоградской области № 1009-ОД.

## Население
| 2010 | 2011 | 2012 | 2013 | 2014 | 2015 | 2016 |
| ---- | ---- | ---- | ---- | ---- | ---- | ---- |
| 341  | ↘340 | ↘326 | ↘317 | ↘311 | ↘291 | ↗292 |
| 2017 | 2018 | 2019 | 2020 | 2021 |      |      |
| ↗293 | ↘275 | ↘263 | ↘253 | →253 |      |      |

## Состав сельского поселения
| № | Населённый пункт | Тип населённого пункта       | Население |
| - | ---------------- | ---------------------------- | --------- |
| 1 | Меловатка        | село, административный центр | →253      |

## Местное самоуправление
Глава сельского поселения — Тютюнников Геннадий Владимирович .
Адрес администрации: 403773, Волгоградская область, Жирновский район, с. Меловатка, ул. Центральная, д. 35.